# الحسناء واللص (فلم)
الحسناء واللص فيلم إثارة وتشويق للمخرج نجدي حافظ. عام 1971 كتب القصة والسيناريو والحوار المخرج والكاتب ناصر حسين. الفيلم من بطولة ميرفت أمين، سهير رمزي، حسن يوسف، عبد المنعم مدبولي، ومحمود السباع  وتدور الأحداث حول لص الخزائن الذي يصدم فتاة حسناء بسيارته ويكتشف أنها ألقت بنفسها أمام السيارة في محاولة للانتحار وتنشأ بينهم علاقة عاطفية تدفعه للتوبة عن السرقة.
صدر الفيلم إلى دور العرض المصرية في أول يناير 1971.
منح موقع قاعدة بيانات الأفلام العربية «السينما.كوم» الفيلم درجة 5.3/ 10.

## القصة
يتخصص الشاب أحمد السريع (حسن يوسف) في فتح الخزن ويقوم بسرقة محل مجوهرات ويسلم المسروقات لعصابة النمر (محمود السباع) للتصرف فيها بينما صديقه محمدي (عبد المنعم مدبولي) يتخصص في السرقة من الحافلات بمساعدة زوجته نوسة (تهاني راشد). ينصح محمدي صديقة السريع بترك سرقة الخزن لما فيها من خطورة فضلاً عن خطورة من يتعامل معهم من عصابة النمر. يذهب أحمد السريع لمقابلة عصابة النمر الذي أعد له سهرة للعب «البوكر» لاستعادة المال الذي أعطاه إياه من سرقة محل المجوهرات ولكن ظن النمر يخيب عندما يواجه السريع لاعبي البوكر من عصابة النمر ويفوز عليهم، يرفض رجال العصابة مغادرة السريع بعد أن كسب الكثير من أموالهم وتحدث معركة بالأيدي ولكن النصر يكون حليف السريع الذي كان بصحبته صديقة القوي «غول» (عادل الشناوي) ولكن العصابة تستولى على حصيلة مكسب السريع. يعود السريع، ليلاً، إلى موقع عصابة النمر ليستولى على ما في الخزنة، ولكن العصابة تطارده. ينجح السريع وغول في الفرار ولكن سيارتهم تصدم الشابة الحسناء أمينة (ميرفت أمين) ويسارع أحمد وغول بحملها إلى البيت لإسعافها. تفيق أمينة ويعرف منها أحمد أنها قد ألقت بنفسها أمام سيارته لتموت حيث أنها يائسة من حياتها، وتروي له ما حدث من مقتل والدتها ووالدتها على أيدي تجار مخادعين كما هجرها حبيبها شريف بل وتزوج صديقتها «ديدي» وأيضا خدعها عمها وزوجته بالاستيلاء على ميراثها، ولذلك يدعوها أحمد للبقاء في بيته مع محمدي ونوسة. يطلب النمر من عشيقته ألمظ (سهير رمزي) أن تعجل بإحضار أحمد لمقابلته، وعندما يحدث اللقاء يطلب النمر من أحمد الاستعداد لعملية سرقة جديدة، ثم تصطحبه ألمظ إلى بيتها وتدعوه إلى فراشها. تطلب ألمظ من أحمد تنفيذ خطة النمر وسرقة فيلا ثري يوجد بها خزانة صعبة الفتح، وعندما يهاجم أحمد الفيلا يجد طفلة ويحجم عن السرقة مما يغضب النمر. لقوم العصابة باختطاف محمدي للضغط على أحمد حيث أن النمر لا يعترف بأن أحمد لم يستولى على محتويات خزنة الفيلا. يعفو النمر عن أحمد ويدفعه لمهمة سرقة محل مجوهرات كبير ولكن أحمد يطلب 30% من حصيلة السرقة ويرفض النمر. تهاجم العصابة محل المعلم فنجري وتهاجم الشرطة بيت أحمد السريع ويقبض على محمدي ولكن يذهب أحمد إلى قسم الشرطة ويبرأ نفسه ويرد المبلغ المسروق إلى المعلم فنجري، ويعلن توبته وتسعد أمينة. يعمل أحمد ومحمدي في «جراج» للسيارات وتعمل نوسه وأمينة في تفصيل الملابس. تقوم عصابة النمر بخطف أمينة للضغط على أحمد لسرق كبرى، وعندما تكتشف ألمظ أن النمر هو من قتل شقيقتها «سونيا» توافق على مساعدة أحمد الذي وعدها بإزاحة النمر عن طريقها مقابل إطلاق سراح أمينة. يحجم أحمد عن السرقة ويصطحب أمينة بعد أن تزوجها لقضاء شهر العسل بينما تلقي الشرطة القبض على النمر.

## الممثلون
- ميرفت أمين: في دور أمينة
- حسن يوسف: في دور أحمد السريع (سارق خزن)
- سهير رمزي: في دور ألمظ (عشيقة النمر)
- محمود السباع: في دور النمر (زعيم العصابة)
- عبد المنعم مدبولي: في دور محمدي (نشال وشقيق أحمد)
- تهاني راشد: في دور نوسة (نشالة وزوجة محمدي)
- وحيد عزت: في دور مساعد النمر
- عادل الشناوي:[8] في دور الغول (مساعد أحمد السريع)
- محمود رشاد: في دور والد أمينة
- درية أحمد: في دور والدة أمينة
- أحمد فتحي: في دور شريف (حبيب أمينة)
- مختار السيد: في دور ضابط الشرطة
- سمير ولي الدين: في دور مخبر الشرطة
- أحمد نبيل: في دور رسول أحمد إلى النمر
- عبد الغني النجدي
- حسن أتلة
- حسان اليماني
- أبراهيم مهدي[9]
- دلال حسني [10]
- محروس عبد الحميد [11]
- فاضل مختار [12]
- محمد العسكري [13]
- إلهامي فايد [14]
- أحمد أبو سمرة
- هياتم (الراقصة)[15]

## روابط خارجية
- مقالات تستعمل روابط فنية بلا صلة مع ويكي بيانات